# Dámodar
Para ver otros significados de esta palabra, consulte Dāmodara (desambiguación).
Según las doctrinas vishnuístas de India, Dámodar es un nombre del dios Krishná.
- dāmodara, en el sistema AITS (alfabeto internacional para la transliteración del sánscrito).
- दामोदर, en escritura devanagari del sánscrito.
- Pronunciación:
  - [daamodara] (sin acentuar ninguna sílaba).[1]
  - dámodar en el actual idioma hindi y bengalí.
- Etimología: ‘cuerda-barriga’, atado con una cuerda alrededor de la cintura, siendo dāma: ‘cuerda’, udara: ‘panza o estómago’ (según el Jari vamsha y el Majábharata).[1]

También se puede ver escrito Damodarah (pronunciado [damodaráj]), Dámodar y Dámodara.

## Leyenda
Este nombre está directamente relacionado con un lila (pasatiempo divino) en el que la madre de Krishná, Iashodá pretende atarlo por ser travieso.
Aunque utiliza todas las sogas de la casa atadas entre sí, no puede abarcar la barriga de su bebé. Finalmente Krishná se apiada de su confundida madre y se deja atar. Según los krishnaístas, esta actitud de Krishná demuestra su magnimidad, ya que —a pesar de ser infinito— se deja atar por el amor de sus devotos).
De todos modos Krishná continúa su travesura: despechado por haber sido dejado atado por su madre, arrastra el pesado mortero de madera por el patio de su casa, hasta que el mortero queda atascado en dos árboles tamala (Xanthochymus pictorius). Krishná tira de las cuerdas (que repentinamente se vuelven fortísimas) y hace caer los dos árboles. De dentro de los árboles salen dos semidioses, que habían recibido una maldición-bendición: vivirían atrapados durante mil años en forma de árbol, pero serían liberados por el propio Krishná.

## Nombre de Vishnú
En la oración Visnú sajasra nama (‘mil nombres de [el dios] Visnú’), Dámodar aparece en el lugar 367.

## El poema «Damodarasthaka»
Un texto muy reconocido entre los vaishnavas es el Dámodar-áshtaka (‘ocho [estrofas] para Dámodar’).
Los gaudiya vaisnavas (vishnuístas de Bengala, o krisnaístas) sostienen que este texto fue hablado por el muni Satia Vrata en una conversación con el mítico sabio volador Nárada y con el religioso Shaúnaka). También sostienen que originalmente este texto se habría encontrado en el Padma-purana (del siglo VIII al XI), que se atribuye a Viasa (escritor y religioso hindú del I milenio a. C.).
El Padma-purana es extensísimo, y hasta 2010 no ha sido traducido completamente al inglés. En las secciones que ya están traducidas no ha aparecido incluido el «Damodarástaka».
El texto cuenta brevemente el pasatiempo de Krishná como Dámodar, el bebé atado por su madre a un mortero de madera.
La canción compuesta sobre este texto está en un compás compuesto, de 9/8, que es extraño en el contexto de los bhayans hinduistas, que son exclusivamente en compás simple. Esto hace complicado el acompañamiento normal con mridanga (tambor de dos cabezas) y kártalos (crótalos o platillitos de bronce).

### Adoración en el mes de kartika
Los devotos de Krishná cantan el «Damodar-ástaka» exclusivamente durante el mes de kaartika. Mientras cantan esta canción, los devotos reunidos «ofrecen» (hacen ondear en círculos ante el rostro, mientras miran hacia la fotografía de un cuadro de Dámodar) cada uno una típica lámpara de bronce, con una bolita de algodón (wick: ‘mecha’ o ‘pabilo’ en inglés) impregnada en gui (mantequilla clarificada).